# Altewiekrathaus

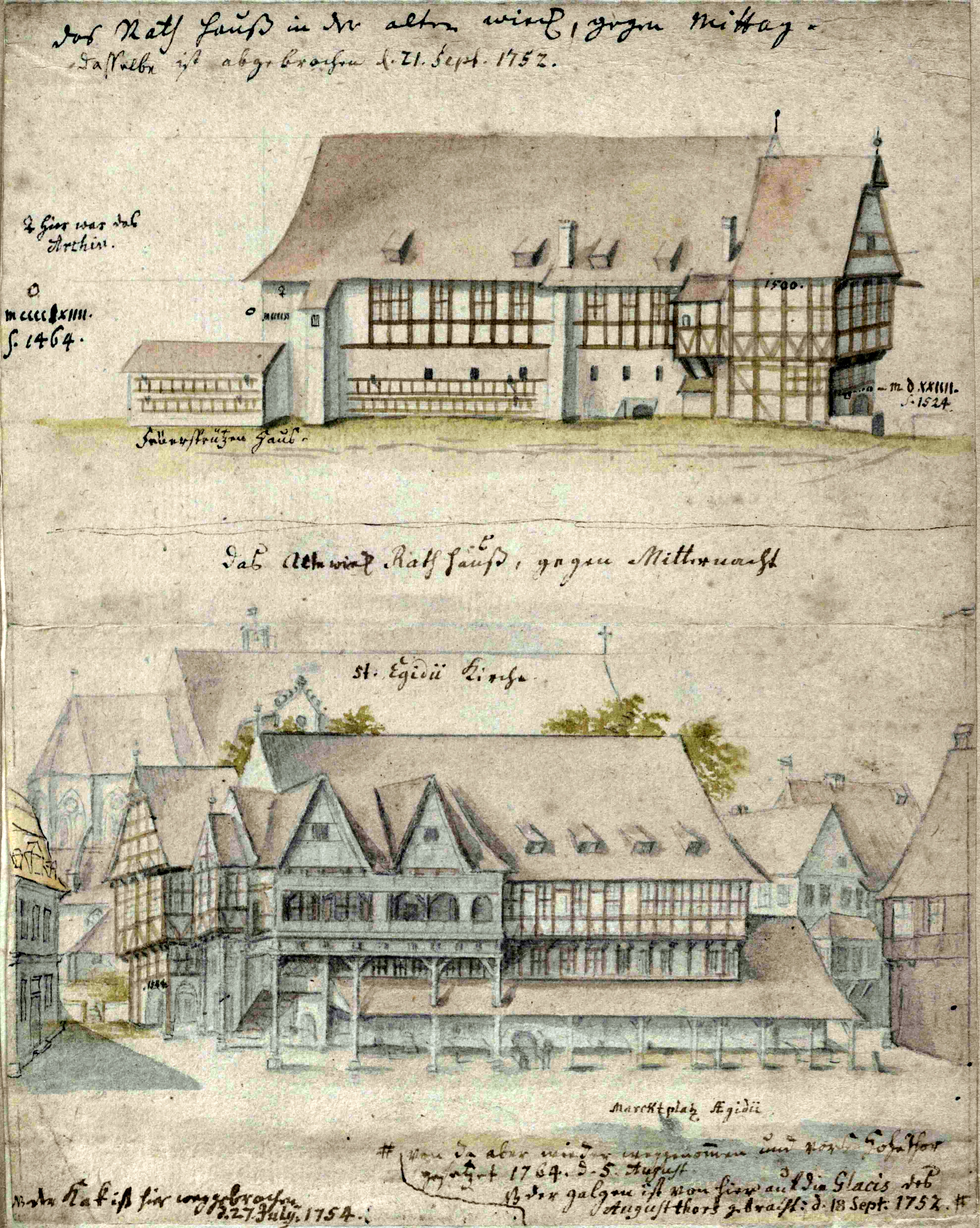
Altewiekrathaus um 1750

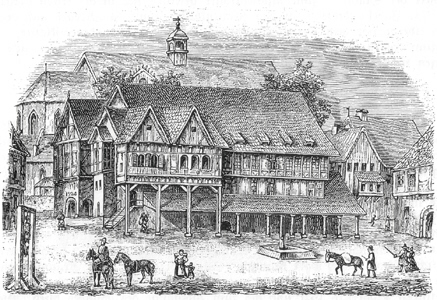
Das Altwiekrathaus. Im Erdgeschoss die Ausstände der Tuchmacher, im Hintergrund das Dach der Aegidienkirche.

Das Altewiekrathaus war das Rathaus des Weichbildes Altewiek der Stadt Braunschweig. Es befand sich nördlich der Aegidienkirche am Aegidienmarkt, dem mittelalterlichen Marktplatz dieses Weichbildes.
Verglichen mit dem heute noch erhaltenen Altstadtrathaus und dem im Zweiten Weltkrieg schwer beschädigten Neustadtrathaus war das Altewiek-Rathaus weitaus unbedeutender, da dieses Weichbild im ausgehenden Mittelalter bzw. in der frühen Neuzeit eher dörflichen Charakter besaß.

## Baugeschichte
Ein erstes Ratsgebäude wurde erstmals 1395 erwähnt. Um 1400 wurden im Erdgeschoss des Rathauses 21 sogenannte „Ausstände“ für die 21 Tuchmacher des Altewiek eingerichtet. Der Keller des Gebäudes war vermietet und angrenzend befanden sich die „Scharren“ (Verkaufsstände) für die 29 Knochenhauer des Weichbildes. 1464 wurde ein neuer Fachwerkbau an derselben Stelle errichtet und stand dort bis zu seinem Abriss im Jahre 1752.
Auf dem frei gewordenen Platz erbaute der Braunschweigische Hofbaumeister Georg Christoph Sturm von 1754 bis 1757 für den Weinhändler Angott ein Haus, in welchem Gotthold Ephraim Lessing am 15. Februar 1781 verstarb. Das Haus wurde im Zweiten Weltkrieg zerstört und 1976 an seine Stelle das ursprünglich um 1680 an der Wallstraße erbaute Leisewitz-Haus versetzt (Sterbehaus von Johann Anton Leisewitz, der 1788–1806 darin wohnte).